# Унин
Унин (на словашки: Unín) е село в окръг Скалица, Търнавски край, Западна Словакия. Населението му е 1168 души.
Разположено е на 269 m надморска височина, на 20 km южно от град Скалица. Площта му е 22,75 km². Кмет на селото е Якуб Ванек.